# Guillemots
Guillemots is een indie-rockband met de thuisbasis in Londen, Engeland. Centraal in de muziek van de groep staat het avant-gardistische experiment. Hierdoor worden onder andere jazz, folk en trash met elkaar vermengd.
De band bestaat sinds november 2004 en brak in 2006 door met hun debuutalbum Through the Windowpane, dat in juli uitkwam en eind dat jaar werd genomineerd voor de Mercury Prize. In 2008 volgde het tweede album, Red, dat meer op popmuziek gericht was en makkelijker in het gehoor lag dan zijn voorganger. Voornamelijk het nummer Get Over It, dat de eerste single van het album werd, maakte de groep ook buiten eigen land bekend. Guillemots trad onder andere op op Lowlands, Pukkelpop en in de Royal Albert Hall.

## Bezetting
De leden van de groep kwamen uit verschillende landen:
- Fyfe Dangerfield (zang, piano, gitaar) komt uit Londen, Engeland;
- MC Lord Magrão (onder meer basgitaar, mandoline en accordeon) uit São Paulo, Brazilië;
- Aristazabal Hawkes (contrabas, percussie) uit Sointula, Canada en
- Greig Stewart (drums) uit Schotland.

MC Lord Magrão heeft de band in juni 2013 verlaten.
Fyfe Dangerfield treedt sinds 2012 alleen nog op als solo artiest. Sinds september 2018 heeft hij een website, www.channelsmaychange.com, en Instagram-kanaal, @channelsmaychange, waar hij zowel audio- als video-opnames publiceert.

## Discografie

### Albums
- Through the Windowpane (2006)
- Back to Mine (2007)
- Red (2008)
- Walk the River (2011)
- Hello Land (2012)